# Фунтики
Фунтики — село в Топчихинском районе Алтайского края. Административный центр Фунтиковского сельсовета.

## История
Основано в 1756 году. В 1928 году состояло из 255 хозяйств, основное население — русские. В административном отношении село являлось центром Фунтиковского сельсовета Чистюньского района Барнаульского округа Сибирского края.

## Население
| 1926  | 1997  | 1998  | 1999  | 2000  | 2001  | 2002  | 2003  | 2004  |
| ----- | ----- | ----- | ----- | ----- | ----- | ----- | ----- | ----- |
| 1386  | ↘1277 | ↗1301 | ↘1284 | ↘1246 | ↘1229 | ↘1225 | →1225 | ↗1229 |
| 2005  | 2006  | 2007  | 2008  | 2009  | 2010  | 2011  | 2012  | 2013  |
| ↗1264 | ↗1265 | ↗1346 | ↘1325 | ↘1294 | ↘1237 | ↘1231 | ↗1256 | ↘1234 |

### Национальный состав
Согласно результатам переписи 2002 года, в национальной структуре населения русские составляли 97 %.

## Улицы
| - ул. Горького, - ул. Заозёрная, - ул. Зелёная, - ул. Интернациональная, - ул. Луговая, | - ул. Маяковского, - ул. Молодёжная, - ул. Набережная, - ул. Новая, - ул. Полевая, | - ул. Пролетарская, - ул. Прудская, - ул. Пушкинская, - ул. Садовая, - ул. Сельская, | - ул. Солнечная, - ул. Спортивная, - ул. Центральная, - ул. Шукшина, - ул. Юбилейная. |